# Asley González
Asley González Montero (ur. 5 września 1989 w Caibarién) – kubański, a od 2021 roku rumuński judoka, wicemistrz olimpijski, mistrz świata. 
Zdobywca srebrnego medalu igrzysk olimpijskich w Londynie (2012). Złoty medalista mistrzostw świata w Rio de Janeiro (2013) i brązowy (2011).